# Adéla Stříšková
Adéla Stříšková (* 14. Dezember 2000 in Most) ist eine tschechische Handballspielerin.

## Karriere

### Im Verein
Adéla Stříšková spielt für den tschechischen Verein DHK Baník Most. Bereits in der Saison 2017/18 erzielte sie die ersten vier Tore für die Mannschaft in einem internationalen Turnier. Mit Most konnte sie mehrfach die tschechische Meisterschaft und den Pokal gewinnen.

### In Auswahlmannschaften
Ihr Debüt für die tschechische Nationalmannschaft gab sie im November 2019 gegen die Schweiz. Mit Tschechien nahm sie an der Europameisterschaft 2020 teil. Dies war ihre erste Teilnahme an einem großen Turnier, wobei sie nur ein Spiel absolvierte. Anfang Dezember 2021 stand sie im Kader für die Weltmeisterschaft 2021, wo sie mit Tschechien den 19. Platz belegte. Im Turnier erzielte sie 6 Tore in 6 Spielen. Bei der Weltmeisterschaft 2023 belegte sie mit Tschechien den 8. Platz.